# 麦哲伦陨击坑

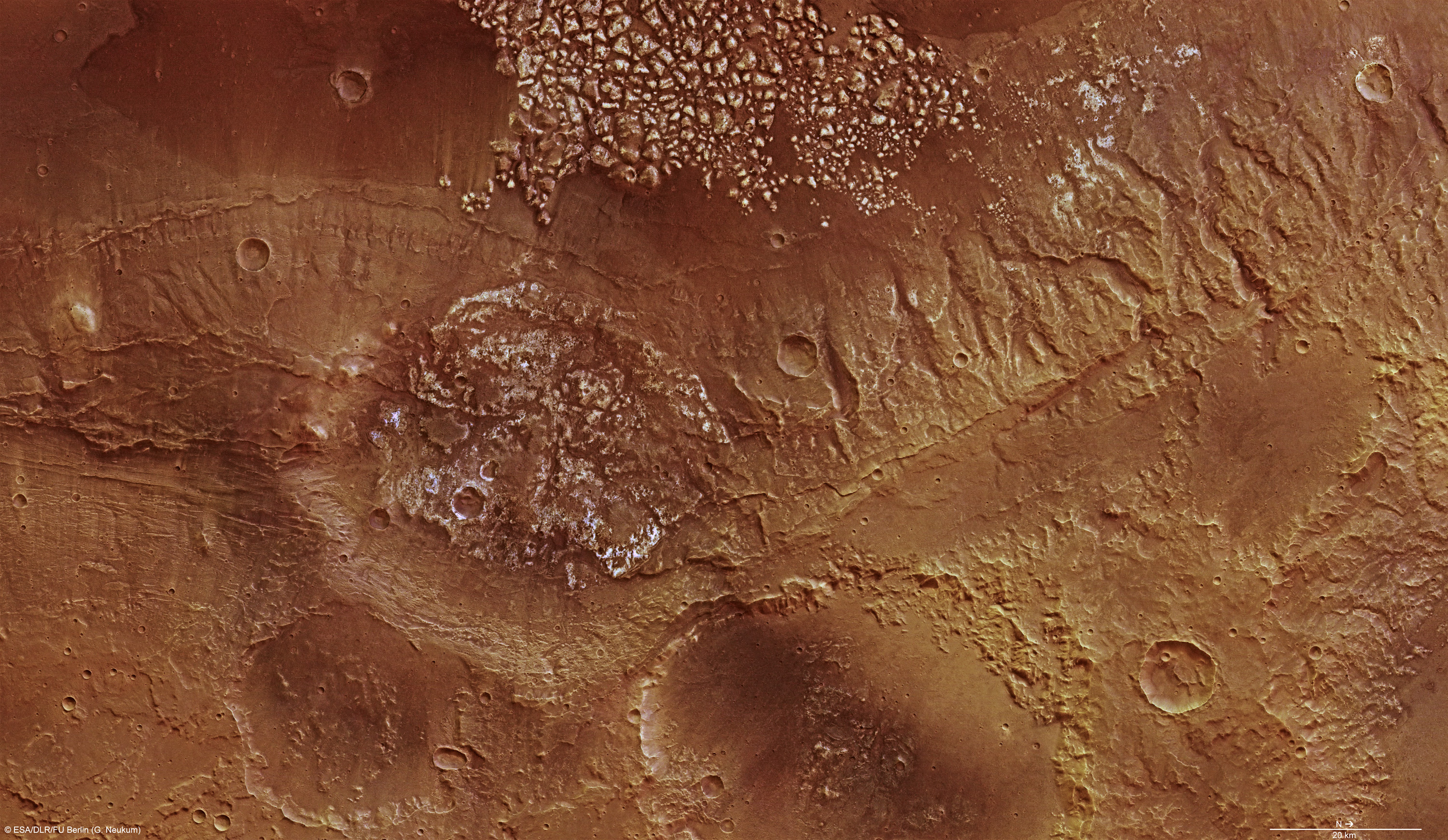
欧空局拍摄的麦哲伦陨石坑

麦哲伦陨击坑 （Magelhaens）是火星南部的一座撞击坑，位于法厄同区南纬 32.36度、东经 185.42度处，直径为105公里，其它名称取自16世纪葡萄牙 探险家斐迪南·麦哲伦(1480年-1521年) 。
麦哲伦陨击坑位于塔尔西斯火山区的西南部，周围环绕着来历不明的岩石山峰。这些形态可能是塔尔西斯地区构造运动或陨石撞击的结果。

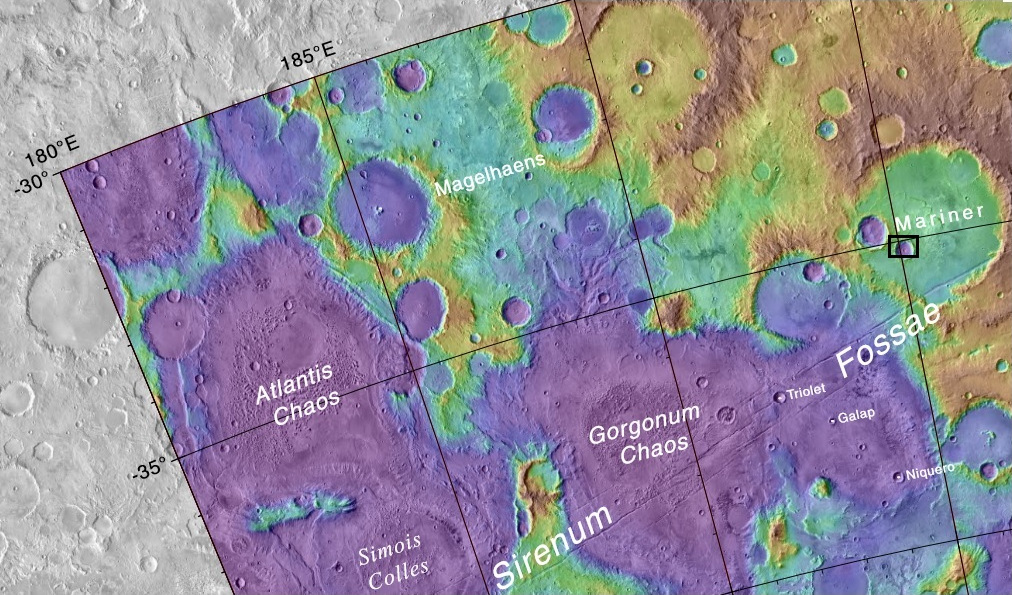
显示麦哲伦陨击坑与塞壬堑沟、亚特兰提斯混沌、戈耳贡混沌和西摩伊斯丘群相对位置的地图。

## 另请查看
- 麦哲伦陨石坑
- 火星撞击坑